# Белградська митрополія
Белгра́дська митропо́лія (сербохорв. Београдска митрополија, Beogradska mitropolija) — історична східно-православна де-факто автокефальна помісна церква з 1879 по 1920 рр. в Королівстві Сербія. З 1831 року була церковним округом у Сербському князівстві.
У період з 1831 до 1879 року була автономною церковною юрисдикцією під вищою владою Вселенського патріархату Константинополя. Вона здобула церковну незалежність (автокефалію) за канонами у 1879 р. У 1920 році разом з Карловацьким патріархатом і Чорногорською митрполією стала частиною єдиної Сербської православної церкви. Архієпископська катедра розташовувалася в Соборі Святого Архангела Михаїла в Белграді, а глави митрополії носили титул Архієпископ Белградський і Митрополит Сербський.

## Історія
Після переговорів між Сербським князівством та Вселенським патріархатом Константинополя, які були проведені протягом 1831 р., було прийнято канонічне рішення про створення Белградської митрополії як церковної території на всій території Сербського князівства. Першим главою Белградської митрополії був призначений колишній архімандрит Мелентій Павлович, якому було надано титул: архієпископ Белградський і митрополит Сербський. Під час богослужінь митрополит ще згадував Вселенського патріарха, а митрополита.
У 1879 р. Белградська митрополія стала абсолютно незалежною (автокефальною) церковною областю. На той час Нішська єпархія увійшла до складу Белградської митрополії.
Всупереч позиції Священного Архієрейського Синоду та потребам Православної церкви в Королівстві Сербії, уряд Мілютіна Гарашаніна у 1886 р. керував і здійснював ліквідацію двох сербських православних єпархій — Шабацької та Неготинської. Основним змовником скасування був тодішній міністр освіти і церковних справ Мілан Куюнджич Абердар. Відразу після падіння урядів Гарашаніна та Куюнджича Священний Архієрейський Синод просив відновити ці єпархії восени 1887 року, але це було зроблено лише у 1891 та 1898 роках. 
Після визвольних воєн (1912—1913 рр.) були розпочаті переговори з Константинопольським патріархатом про анексію єпархій у звільнених районах, але першим переговорам завадила вибух Першої світової війни, які тривали лише після 1918 р. були успішно завершені в 1920 роціізі створенням єдиної Сербської православної церкви.

## Організація

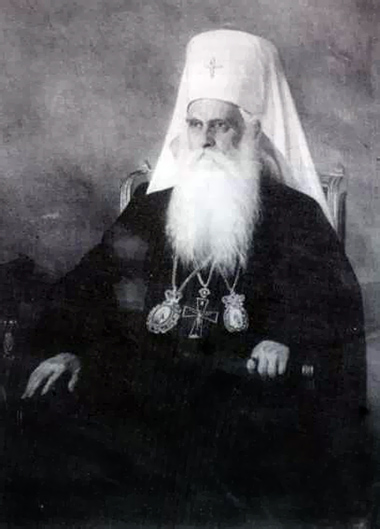
Дмитрій Павлович, останній митрополит Белграда

Белградська, Ужицька та Шабацька єпархії входили до складу Белградської митрополії, а згодом і Тимоцька, а після анексії (1878) і Нішська єпархія . У XX столітті, були такі єпархії: Белградська (Белград), Шабацька (Шабаць), Жицька (Чачак), Нишцька (Ниш) і Тимоцька (Заєчар). Єпископ Белграда був архієпископом і митрополитом Сербії.
Після Балканських воєн (1912—1913 рр.) єпархії у звільнених районах також потрапили під тимчасову адміністрацію Белградської митрополії: Расько-Призренську, Скопську, Велес-Дебарську та менші частини деяких інших єпархій Вселенського патріархату.
Синод єпископів був вищим церковним органом у Королівстві Сербія. Його предстоятелем був митрополит, а всі його члени — єпархіальними єпископами. Він збирався регулярно раз на рік навесні або восени. На сесії, як правило, був присутній секретар з церковних справ Міністерства освіти, а згодом — начальник Міністерства релігій. Окрім релігійних, духовно-дисциплінарних, літургійних та релігійних справ, сфера діяльности Архієрейського собору включала вибори єпископів, організацію єпархій, парафій та монастирів, а також розпорядження церковними коштами та вплив на прийняття державних законів та правила Церкви та духовенства. Крім того, як церковно-судова влада, Собор судив та обговорював усі взаємні суперечки між єпископами та митрополитами, а також їх вину та подружні суперечки між королем та членами Королівського дому.
Духовний суд (консисторія) існував у кожній єпархії як постійний судовий та адміністративний орган. Його головою був один протоієрей, а його членами були щонайменше два постійних і кілька почесних суддів, священники та ченці. Вони були призначені королем на пропозицію єпископа та міністра релігій. Великий духовний суд був апеляційним органом влади проти рішень духовних судів. Його місцезнаходження було в Белграді, а його головою був єпископ, який обирався Архієрейським Собором на рік. Членами, як правило, були по одному окружному протоієрею або архимандриту з кожної єпархії, а секретарем — секретарем з церковних справ Міністерства освіти. Їх призначив король.